# ヴェラ＝マイスナー郡
ヴェラ＝マイスナー郡 (ドイツ語: Werra-Meißner-Kreis) は、ドイツ連邦共和国ヘッセン州北部のカッセル行政管区に属す郡である。隣接するのは、北がニーダーザクセン州ゲッティンゲン郡およびテューリンゲン州アイヒスフェルト郡、東がやはりテューリンゲン州ウンシュトルト＝ハイニヒ郡とヴァルトブルク郡およびアイゼナハ市、南がヘルスフェルト＝ローテンブルク郡、南西がシュヴァルム＝エーダー郡、西がカッセル郡である。郡庁所在地はエシュヴェーゲである。

## 地理
ヴェラ＝マイスナー郡の名前の一方は、ヴェラ川に由来する。ヴェラ川は、テューリンゲン州から郡の南東部に流れ込み、郡域北東部を流れ、ヴィッツェンハウゼンの北西部から本郡を離れ、ハン・ミュンデン付近でフルダ川と合流してヴェーザー川となる。名前の他方は、フルダ＝ヴェラ山地（東ヘッセン山地）の一部で、標高 753.6 m のヘッセン州北東部の最高峰であるホーアー・マイスナーに由来する。
ホーアー・マイスナーの他に本郡に位置する山や山地として、ゴーベルト、カウフンゲンの森、リングガウ、シュリーバッハスヴァルト、シュテルツィンガー山地がある。また、本郡の流れる川としては、ベルカ川、フリーダ川、ゲルスター川、ロッセ川、ヴェーレ川、ヴェラ川がある。郡域北西部の広い部分はマイスナー＝カウフンゲンの森自然公園の一部に含まれる。

## 歴史
この郡の郡域は、12世紀にはすでにヘッセン方伯領、後のヘッセン＝カッセル方伯領に属した。この領邦は、19世紀初めにはヘッセン選帝侯領に昇格した。1821年に選帝侯領内にエシュヴェーゲ郡とヴィッツェンハウゼン郡が設けられた。これらは1866年以後もプロイセン王国ヘッセン＝ナッサウ州のヘッセン選帝侯領の一部として存続した。ヘッセン州の郡再編に伴い、両郡は1974年1月1日に合併し、ヴェラ＝マイスナー郡となった。この際、旧ローテンブルク郡（現在のヘルスフェルト＝ローテンブルク郡の一部）からゾントラ市がこの郡に編入された。郡庁所在地には、ヴィッツェンハウゼンよりも中央に位置し、より大きなエシュヴェーゲが選ばれた。

## 行政

### 郡議会
2021年3月14日の選挙結果は以下の通りである。
| 政党         | 得票率 (%) | 議席数 |
| ------------ | ---------- | ------ |
| SPD          | 32.8       | 20     |
| CDU          | 30.4       | 19     |
| Grüne        | 13.2       | 8      |
| Freie Wähler | 10.3       | 6      |
| Linke        | 4.1        | 3      |
| FDP          | 4.0        | 2      |
| 計           | 100.0      | 61     |
| 投票率       | 56.1       | 56.1   |

### 郡長
- 1974年 - 1988年: アイテル・オスカー・ヘーネ
- 1988年 - 2006年: ディーター・ブローザイ
- 2006年 - 2021年: シュテファン・ロイス
- 2022年: ニコレ・ラートゲーバー

### 紋章
紋章の基部は、銀の波帯がある緑の三峰の山。主部の向かって左側部は銀地で、その中に9枚の葉を持つ赤いトネリコの枝。向かって右は青地で塔が1本ある、赤い屋根の銀の城砦が描かれている（1976年11月12日、紋章認可）。
トネリコの枝 (Eschenzweig) は旧エシュヴェーゲ郡 (Eschwege) の紋章に使われていた地口の意匠から採用された。ルートヴィヒシュタイン城は旧ヴィッツェンハウゼン城の紋章にすでに使われていた。波帯のある三峰の山は現在の郡名となった山並みを表している。

## 経済と社会資本

### 交通

#### 鉄道
本郡北部は、1872年に、アイヒェンベルク、ヴィッツェンハウゼン北、ゲルテンバッハの各駅を有する鉄道ハレ - カッセル線で結ばれた。1875年にベーブラ - エシュヴェーゲが結ばれ、この路線は1年後にはゲッティンゲンにまで延長された。これ以後アイヒェンベルクは重要な鉄道の接続駅となった。鉄道ベーブラ - ゲッティンゲン線は後に南北線の一部となった。2009年からは、この2つの路線やレギオトラムのカッセル - ヘッシシュ・リヒテナウ線の他に、エシュヴェーゲ市駅も再び使われるようになった。

### 道路
郡域内を連邦アウトバーン A4号線（ドレスデン - アイゼナハ - キルヒハイム・ジャンクション）と A38号線（ゲッティンゲン - ハレ/ライプツィヒ）が通っている。また、郡内には多くの連邦道や郡道が走っている。連邦道 B7、B27、B451号線がその主なものである。さらに連邦アウトバーン A44号線（カッセル - ヘッシシュ・リヒテナウ - アイゼナハ）が建設中である。

## 市町村
| 市 1. バート・ゾーデン＝アレンドルフ (Bad Sooden-Allendorf 8,370) 2. エシュヴェーゲ (Eschwege 19,435) 3. グロースアルメローデ (Großalmerode 6,226) 4. ヘッシシュ・リヒテナウ (Hessisch Lichtenau 12,798) 5. ゾントラ (Sontra 7,653) 6. ヴァルトカペル (Waldkappel 4,200) 7. ヴァンフリート (Wanfried 4,212) 8. ヴィッツェンハウゼン (Witzenhausen 15,097) 町村 1. ベルカタール (Berkatal 1,482) 2. ヘルレスハウゼン (Herleshausen 2,756) 3. マインハルト (Meinhard 4,529) 4. マイスナー (Meißner 2,916) 5. ノイ＝アイヒェンベルク (Neu-Eichenberg 1,802) 6. リングガウ (Ringgau 2,842) 7. ヴェーレタール (Wehretal 4,944) 8. ヴァイセンボルン (Weißenborn 953) 市町村に属さない地域 1. グーツベツィルク・カウフンガー・ヴァルト（カウフンゲンの森、Gutsbezirk Kaufunger Wald、無人） 市町村の人口は、2023年12月31日現在のものである |

## 引用
1. 1 2  Hessisches Statistisches Landesamt: Bevölkerung in Hessen am 31.12.2023 (Landkreise, kreisfreie Städte und Gemeinden, Einwohnerzahlen auf Grundlage des Zensus 2011)]
2. ↑  “EWahl zum Kreistag Werra-Meißner-Kreis am 14.03.2021”. 2022年3月12日閲覧。